# Acta de la Declaración de Independencia de Venezuela
El Acta de la Independencia de Venezuela es un documento redactado y firmado el 5 de julio de 1811, en el que representantes de siete de las diez provincias pertenecientes a la Capitanía General de Venezuela en Sudamérica, reunidas en la capilla Santa Rosa de Lima en la ciudad de Caracas. Declararon el 5 de julio su independencia de la Corona de España, estableciendo una nueva nación basada en principios republicanos y federales, aboliendo para siempre la Monarquía bajo los valores de la igualdad de los individuos, la libertad de expresión y la prohibición de la censura. Consagra el principio constitucional y se opone radicalmente a las prácticas políticas, culturales y sociales que habían existido durante trescientos años en la América española. La Declaración es notable por ser el primer caso de una Colonia española de América que declara su independencia absoluta.
Las siete provincias explicaron sus razones para esta acción, entre ellas, que era funesto que una pequeña nación de Europa gobernara las grandes extensiones del Nuevo Mundo, y que Venezuela había recuperado el derecho a la autonomía después de las abdicaciones de Carlos IV y Fernando VII en Bayona, lo que condujo a la ocupación del trono español por la dinastía francesa Bonaparte. Esta inestabilidad política en España dictó que los venezolanos debían gobernarse por sí mismos, a pesar de la hermandad que compartían con los españoles.
Las tres provincias restantes no participaron en dicho Congreso Constituyente debido a su decisión de permanecer bajo la autoridad de la Corona Española representada por el Consejo de Regencia de España e Indias.
La nueva nación que esta declaración proclamó sería la Confederación Americana de Venezuela, posteriormente con la promulgación de la Constitución Federal de 1811 oficializaría el nombre de la nación como Estados de Venezuela. Fue elaborada por Juan Germán Roscio y Francisco Isnardi, ratificada por el Congreso el 7 de julio de 1811, y pasada al libro de Actas el 17 de agosto de 1811, en Caracas.
Cada 5 de julio se celebra como el Día de la Independencia de Venezuela. El Libro de Actas original del primer Congreso de Venezuela que contiene la Declaración.

## Antecedentes

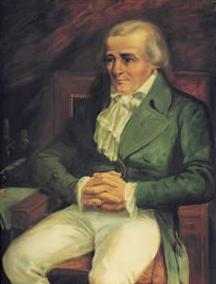
Juan Germán Roscio, el autor principal y firmante de la Declaración de Independencia.

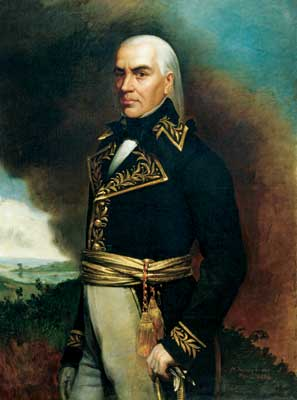
Francisco de Miranda, Precursor de la Independencia y firmante de la declaración.

El 19 de abril de 1810 se convoca un Cabildo extraordinario en la ciudad de Caracas como respuesta inmediata a la disolución de la Junta Suprema de España, la renuncia del Rey Fernando VII, iniciando inadvertidamente con ello la lucha por la independencia de Venezuela. El movimiento se originó por el rechazo de los caraqueños al nuevo gobernador de la Provincia de Venezuela y capitán general de Venezuela Vicente Emparan, quien había sido nombrado por el hermano de Napoleón Bonaparte, José I de España, que se desempeñaba como rey de turno debido al derrocamiento del Rey Español, tras la invasión napoleónica en España. 
La Junta Suprema fue un gobierno provisional, surgido de los sucesos del 19 de abril. Actuó hasta el 2 de marzo de 1811, y fue finalmente un gobierno de transición, no independiente, partidario de la Corona española. Sin embargo, esta Junta llevó a cabo reformas en el orden interno, trató de unificar las provincias y reforzar su autonomía, e hizo gestiones en el exterior para obtener la solidaridad de otras colonias y el reconocimiento y la ayuda de las naciones extranjeras. El carácter de este gobierno «conservador de los derechos de Fernando VII» no le permitía ir más allá de la autonomía que se había proclamado el 19 de abril. Por esa razón, la Junta resolvió convocar a elecciones e instalar un Congreso General ante el cual declinar sus poderes y que decidiera la suerte futura de las provincias venezolanas.
La convocatoria fue hecha en junio, y fue acatada por las provincias de Caracas, Barinas, Cumaná, Barcelona, Mérida, Margarita y Trujillo, mas no por las provincias de Maracaibo, Coro y Guayana, pues aunque todas estaban igualmente contrariadas por la presencia de un rey usurpador francés en la Corona española, estas tres provincias manifestaron su desacuerdo con el desconocimiento de la autoridad del Consejo de Regencia de España e Indias reunido en Cádiz. No obstante, la convocatoria a elecciones fue la medida de mayor trascendencia política de la Junta, pues aseguró la transformación del gobierno de facto en un régimen constitucional independiente.
Las elecciones se practicaron entre octubre y noviembre de 1810. El reglamento electoral era censitario pues daba el voto a los hombres libres, mayores de 25 años y propietarios de bienes raíces, y no hubo voto para las mujeres, ni los esclavos, ni la gran mayoría de la población carentes de bienes de fortuna. De esta manera, vino a resultar un Congreso formado en su totalidad por representantes de la oligarquía criolla. Por eso, aquel cuerpo no pudo llevar a cabo transformaciones radicales en el orden social o económico, y sólo realizó el cambio político que le resultase adecuado a sus integrantes.
El reglamento dispuso, además, que las elecciones se hicieran en dos grados: primero, los votantes nombraban a los electores de la parroquia; y luego, estos electores, reunidos en asamblea electoral en la capital de la provincia, designaban los representantes al Congreso, a razón de un diputado por cada 20.000 habitantes. Practicadas las elecciones, resultaron elegidos 44 diputados, los cuales se instalaron y sesionaron en Congreso por primera vez el 2 de marzo de 1811 en la casa del Conde de San Javier (actual esquina El Conde en Caracas). Las provincias estuvieron representadas así: Caracas 24 diputados; Barinas 9; Cumaná 4; Barcelona 3; Mérida 2; Trujillo 1; Margarita 1.
A medida que se fueron desarrollando las sesiones del Congreso, la idea de la Independencia fue ganando adeptos en el seno del mismo. Muchos diputados la apoyaron con apasionados alegatos, otros con argumentos históricos. Entre los diputados que se oponían a la ruptura definitiva con la Corona española, se encontraba el sacerdote de La Grita, Fernando Vicente Maya, quien pronto se vio abrumado por los discursos de Fernando Peñalver, Juan Germán Roscio, Francisco de Miranda, Fernando Toro, Francisco Javier Zuarez y muchos más, favorables a la idea de la Independencia absoluta. Mientras tanto, los ánimos de los jóvenes radicales se caldeaban en las reuniones de la Sociedad Patriótica, incluido el del joven Simón Bolívar, quien lanzó ante las dudas sobre la Independencia la famosa pregunta: «¿Trescientos años de calma, no bastan?».

## Declaración de Independencia

### Elaboración y aprobación por el Congreso
El 3 de julio en la Capilla Santa Rosa de Lima se inició el debate del Congreso, y el día 5 a comienzos de la tarde se procede a la votación que terminó hacia las 2:30 de la tarde, resultando aprobada la Independencia con cuarenta votos a favor. De inmediato, el presidente del Congreso, diputado Juan Antonio Rodríguez, anunció que estaba «Declarada solemnemente la Independencia absoluta de Venezuela». 
En la misma tarde del 5 de julio el Congreso celebró otra sesión, en la que se acordó redactar un documento, cuya elaboración fue encomendada al diputado Juan Germán Roscio y al secretario del Congreso, Francisco Isnardi. En este documento debían aparecer los motivos y causas que produjeron la Declaración de la Independencia, para que sometido a la revisión del Congreso, sirviese de Acta y pasara al Poder Ejecutivo.
El Acta fue aprobada el día 7 de julio por todos los diputados, con la sola excepción del padre Fernando Vicente Maya, diputado por La Grita. Poco a poco la fueron firmando los representantes, pasada al libro de Actas del Congreso el 17 de agosto, hasta que el 18 de 
ese mes estamparon las últimas firmas.

## Juramento de la Independencia
A consecuencia del decreto del ejecutivo publicado el 8 de julio de 1811, fue publicada solemnemente el Acta de la Independencia el domingo 14 de julio en Caracas. Al frente de la multitud que presenció los actos se hallaban los jóvenes hijos de José María España, uno de los precursores y mártires de la Conspiración independentista de 1797, quienes llevaban en alto la bandera tricolor diseñada por Miranda y aprobada por el Congreso, siendo izada ese día en el Cuartel San Carlos y la plaza Mayor.
El secretario de decretos del Poder Ejecutivo, José Tomás Santana, leyó en voz alta, en las principales esquinas de Caracas, el Acta de Independencia. Ese mismo día prestó juramento la Tropa congregada en la plaza Mayor, actualmente la plaza Bolívar de Caracas.
El lunes 15 de julio se procedió en la sede del Congreso a la solemne jura de la Independencia por parte de las principales autoridades: lo hicieron primero los Diputados, luego el Poder Ejecutivo, después la Alta Corte de Justicia, el gobernador militar de Caracas y el Arzobispo.

## Hallazgo del Acta de Independencia
Al iniciarse las guerras de independencia, en 1812 el Congreso se trasladó a la ciudad de Valencia ya que el oficial español Domingo de Monteverde, designado por su gobierno para enfrentarse al generalísimo Francisco de Miranda y recuperar a Venezuela, invadió a Caracas con sus tropas, el 12 de marzo de 1812. El archivo del Congreso, junto con los dos libros de actas, uno original y otro una copia o Libro Segundo, fue abandonado por los diputados. Los libros manuscritos fueron escondidos en su vivienda por algún partidario de la causa patriota, por lo que se dio a conocer solo parte del texto del Acta reseñado en el Libro Segundo, publicado en "El Publicista Venezolano", órgano periodístico oficial del Congreso, en su segundo número el 11 de julio de 1811.
En un artículo publicado en un periódico de Caracas en el año 1884 el historiador y escritor venezolano Arístides Rojas hizo notar que, aunque el texto que se dio a conocer por "El Publicista Venezolano" coincidía con los textos publicados por otros medios impresos posteriormente, no ocurría igual con el número de firmantes del Acta de Independencia. Seis años después, los integrantes de la Academia Nacional de la Historia de Venezuela, a instancias del académico Julián Viso, el 28 de mayo de 1890 decidieron asumir la labor de investigar cual de las actas impresas hasta el momento se consideraba auténtica, por suponerse que estaba perdido el tomo con el acta original. A tal efecto, el presidente de la Academia designó una comisión compuesta por el general Pedro Arismendi Brito, y los historiadores Julián Viso y Martín José Sanavria, para que estudiara el asunto y presentase un informe a la mayor brevedad posible.
Sin embargo, después de varias investigaciones, en informe presentado a la Academia el día 10 de junio de 1891, la comisión de investigadores dictaminó que el acta original era la que se hallaba en un folleto impreso en Londres en el año 1812, titulado "Documentos oficiales interesantes de Venezuela", cuyo texto era idéntico al presentado por "El Publicista Venezolano". A este informe, fue añadido el voto salvado del académico Julián Viso. El 19 de abril de 1900, el entonces presidente de Venezuela, Cipriano Castro dictó un decreto considerando como texto oficial del Acta de independencia el que apareció en el citado folleto. Por disposición del presidente Castro y resolución de su ministro de instrucción pública, se ordenó la publicación de todos los documentos relacionados con la Independencia de Venezuela en el libro "Prólogo a los Anales de Venezuela", el cual fue editado por la Academia Nacional de la Historia en 1903.
Uno de los dos libros de actas que fuera escondido en 1812, pasó de mano en mano, permaneciendo oculto a la luz pública durante 96 años, hasta dar a las manos de la señora María Josefa Gutiérrez, por entonces ya viuda del ingeniero Carlos Navas Spínola quien poseía originalmente el tomo que había recibido como un depósito que en 1895 le había hecho la señora Isabel La Hoz de Austria. En octubre de 1907 a un amigo de la familia, Roberto Smith, le fue mostrado el documento que permanecía oculto en una banqueta de un piano. Smith, sorprendido de encontrar tal documento, solicitó a la poseedora del tomo que se lo prestara para que de él tomara notas para su texto de Historia de Venezuela, su amigo el historiador y político venezolano Francisco González Guinán, a lo cual accedió. González Guinán examinó el tomo y escribió al Presidente Cipriano Castro, notificándole del descubrimiento del libro y lo entregó al entonces Presidente del Poder Ejecutivo, Samuel Niño. Castro solicitó entonces a la Academia Nacional de la Historia de Venezuela que examinara el documento, por lo cual sus integrantes, confirmaron su veracidad, lo que hizo que el manuscrito fuera adquirido por el Estado Venezolano. En carta privada para González Guinán del 19 de noviembre de 1907, el presidente Cipriano Castro le comunicó que este libro sería exhibido el 5 de julio de 1908 y que el Ejecutivo Nacional le destinara un lugar para su resguardo definitivo el cual es, desde entonces, el Salón Elíptico del Palacio Legislativo en Caracas, lugar donde el histórico tomo es preservado en un arca especial cuya llave es entregada a los mandatarios en ejercicio.

## Firmantes

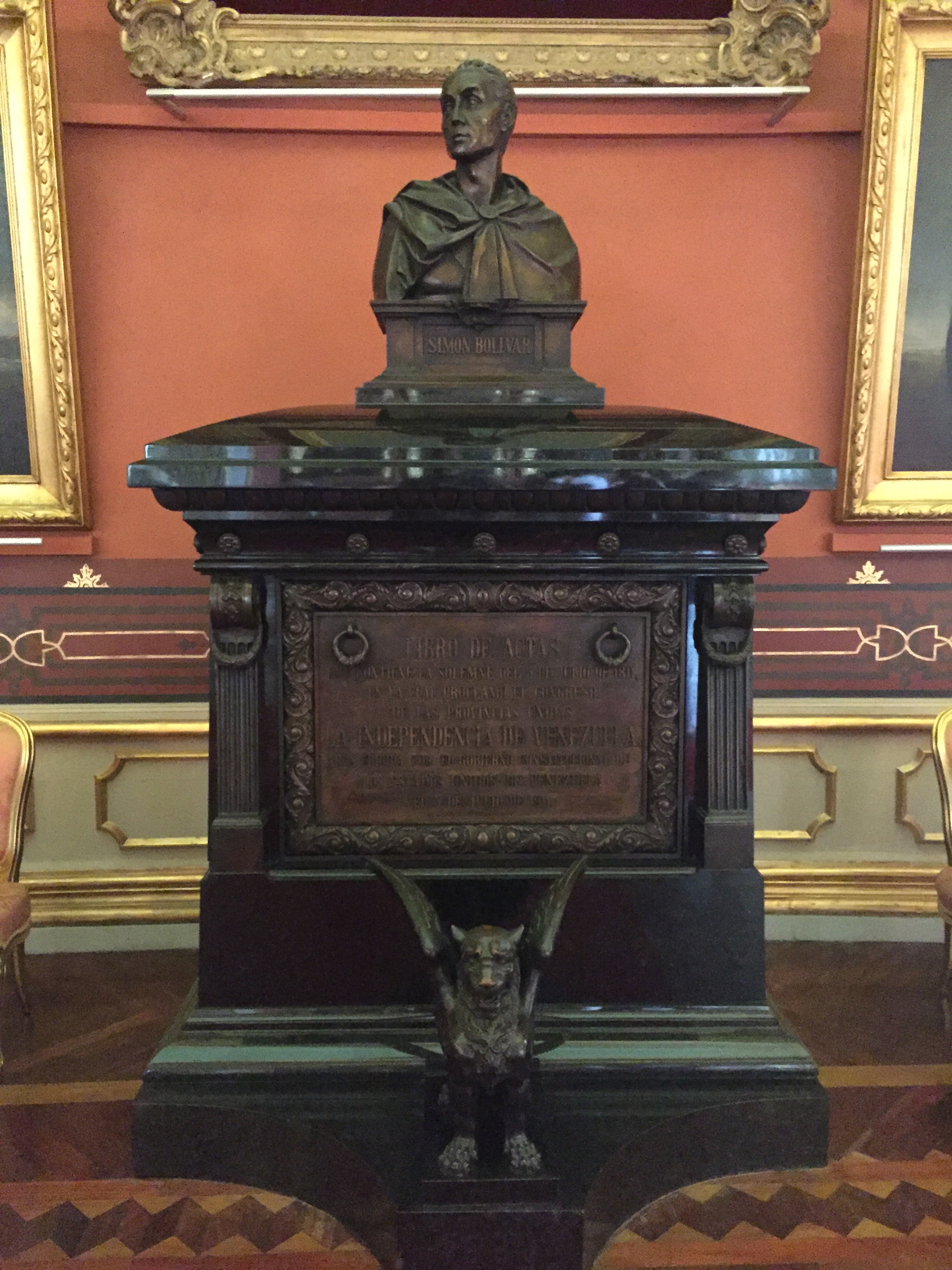
Arca que contiene el libro de actas del 5 de julio de 1811 en el Salón Elíptico del Palacio Federal Legislativo.

Firmaron el acta los diputados presentes:
- Juan Antonio Rodríguez Domínguez, Presidente Diputado de Nutrias (Provincia de Barinas)
- Luis Ignacio Mendoza, Vicepresidente Diputado de la Villa de Obispos (Provincia de Barinas)
- Por la Provincia de Caracas: 
  - Isidro Antonio López Méndez, Diputado de la Capital
  - Fernando Toro, Diputado de Caracas
  - Juan Germán Roscio, Diputado de la Villa de Calabozo
  - Felipe Fermín Paúl, Diputado de San Sebastián
  - Martín Tovar y Ponte, Diputado de San Sebastián
  - Juan Toro, Diputado de Valencia
  - Francisco Xavier Ustariz, Diputado de San Sebastián
  - Nicolás de Castro, Diputado de Caracas
  - José Ángel Álamo, Diputado de Barquisimeto
  - Francisco Hernández, Diputado de San Carlos
  - Fernando Peñalver, Diputado de Valencia
  - Gabriel Pérez de Pagola, Diputado de Ospino
  - Lino Clemente, Diputado de Caracas
  - Salvador Delgado, Diputado de Nirgua
  - El Marqués del Toro, Diputado del Tocuyo
  - Gabriel de Ponte (no firmó por impedimento de las heridas recibidas en Valencia)
  - Juan Antonio Díaz Argote, Diputado de la Villa de Cura
  - Juan José de Maya, Diputado de San Felipe
  - José Luis de Cazorla, Diputado de Valencia
  - José Vicente de Unda, Diputado de Guanare
  - Francisco Javier Yanes, Diputado de Araure

- Por la Provincia de Cumaná: 
  - Francisco Xavier de Mayz, Diputado de la Capital
  - José Gabriel de Alcalá, Diputado de la Capital
  - Mariano de la Cova, Diputado del Norte
  - Juan Bermúdez, Diputado del Sur

- Por la Provincia de Barinas: 
  - Juan Nepomuceno de Quintana, Diputado de Achaguas
  - Ignacio Fernández, Diputado de Barinas
  - José de Sata y Bussy, Diputado de San Fernando
  - Ignacio Ramón Briceño, Diputado de Pedraza
  - José Luis Cabrera, Diputado de Guanarito
  - Manuel Palacio, Diputado de Mijagual
  - Ramón Ignacio Méndez, Diputado de Guasdualito

- Por la Provincia de Barcelona: 
  - Francisco de Miranda, Diputado del Pao
  - Francisco Policarpo Ortiz, Diputado de San Diego
  - José María Ramírez, Diputado de Aragua

- Por la Provincia de Margarita: 
  - Manuel Plácido Maneiro, Diputado de Margarita

- Por la Provincia de Mérida: 
  - Antonio Nicolás Briceño, Diputado de Mérida
  - Manuel Vicente de Maya, Diputado de La Grita

- Por la Provincia de Trujillo: 
  - Juan Pablo Pacheco
- Francisco Isnardi, secretario

## Contenido
En el nombre de Dios Todopoderoso, nosotros, los representantes de las Provincias Unidas de Caracas, Cumaná, Barinas, Margarita, Barcelona, Mérida y Trujillo, que forman la Confederación Americana de Venezuela en el continente meridional, reunidos en Congreso, y considerando la plena y absoluta posesión de nuestros derechos, que recobramos justa y legítimamente desde el 19 de abril de 1810, en consecuencia de la jornada de Bayona y la ocupación del trono español por la conquista y sucesión de otra nueva dinastía constituida sin nuestro consentimiento, queremos, antes de usar de los derechos de que nos tuvo privados la fuerza, por más de tres siglos, y nos ha restituido el orden político de los acontecimientos humanos, patentizar al universo las razones que han emanado de estos mismos acontecimientos y autorizan el libre uso que vamos a hacer de nuestra soberanía.

No queremos, sin embargo, empezar alegando los derechos que tiene todo país conquistado, para recuperar su estado de propiedad e independencia; olvidamos generosamente la larga serie de males, agravios y privaciones que el derecho funesto de conquista ha causado indistintamente a todos los descendientes de los descubridores, conquistadores y pobladores de estos países, hechos de peor condición, por la misma razón que debía favorecerlos; y corriendo un velo sobre los trescientos años de dominación española en América, sólo presentaremos los hechos auténticos y notorios que han debido desprender y han desprendido de derecho a un mundo de otro, en el trastorno, desorden y conquista que tiene ya disuelta la nación española.
Este desorden ha aumentado los males de la América, inutilizándole los recursos y reclamaciones, y autorizando la impunidad de los gobernantes de España para insultar y oprimir esta parte de la nación, dejándola sin el amparo y garantía de las leyes.
Es contrario al orden, imposible al gobierno de España, y funesto a la América, el que, teniendo ésta un territorio infinitamente más extenso, y una población incomparablemente más numerosa, dependa y esté sujeta a un ángulo peninsular del continente europeo.
Las sesiones y abdicaciones de Bayona, las jornadas del Escorial y de Aranjuez, y las órdenes del lugarteniente duque de Berg, a la América, debieron poner en uso los derechos que hasta entonces habían sacrificado los americanos a la unidad e integridad de la nación española.
Venezuela, antes que nadie, reconoció y conservó generosamente esta integridad por no abandonar la causa de sus hermanos, mientras tuvo la menor apariencia de salvación.
América volvió a existir de nuevo, desde que pudo y debió tomar a su cargo su suerte y conservación; como España pudo reconocer, o no, los derechos de un rey que había apreciado más su existencia que la dignidad de la nación que gobernaba.
Cuantos Borbones concurrieron a las inválidas estipulaciones de Bayona, abandonando el territorio español, contra la voluntad de los pueblos, faltaron, despreciaron y hollaron el deber sagrado que contrajeron con los españoles de ambos mundos, cuando, con su sangre y sus tesoros, los colocaron en el bono a despecho de la Casa de Austria; por esta conducta quedaron inhábiles e incapaces de gobernar a un pueblo libre, a quien entregaron como un rebaño de esclavos.
Los intrusos gobiernos que se abrogaron la representación nacional aprovecharon pérfidamente las disposiciones que la buena fe, la distancia, la opresión y la ignorancia daban a los americanos contra la nueva dinastía que se introdujo en España por la fuerza; y contra sus mismos principios, sostuvieron entre nosotros la ilusión a favor de Fernando, para devorarnos y vejarnos impunemente cuando más nos prometían la libertad, la igualdad y la fraternidad, en discursos pomposos y frases estudiadas, para encubrir el lazo de una representación amañada, inútil y degradante.
Luego que se disolvieron, sustituyeron y destruyeron entre sí las varias formas de gobierno de España, y que la ley imperiosa de la necesidad dictó a Venezuela el conservarse a sí misma para ventilar y conservar los derechos de su rey y ofrecer un asilo a sus hermanos de Europa contra los males que les amenazaban, se desconoció toda su anterior conducta, se variaron los principios, y se llamó insurrección, perfidia e ingratitud, a lo mismo que sirvió de norma a los gobiernos de España, porque ya se les cerraba la puerta al monopolio de administración que querían perpetuar a nombre de un rey imaginario.
A pesar de nuestras protestas, de nuestra moderación, de nuestra generosidad, y de la inviolabilidad de nuestros principios, contra la voluntad de nuestros hermanos de Europa, se nos declara en estado de rebelión, se nos bloquea, se nos hostiliza, se nos envían agentes a amotinarnos unos contra otros, y se procura desacreditarnos entre las naciones de Europa implorando sus auxilios para oprimirnos.
Sin hacer el menor aprecio de nuestras razones, sin presentarlas al imparcial juicio del mundo, y sin otros jueces que nuestros enemigos, se nos condena a una dolorosa incomunicación con nuestros hermanos; y para añadir el desprecio a la calumnia se nos nombran apoderados, contra nuestra expresa voluntad, para que en sus Cortes dispongan arbitrariamente de nuestros intereses bajo el influjo y la fuerza de nuestros enemigos.
Para sofocar y anonadar los efectos de nuestra representación, cuando se vieron obligados a concedérnosla, nos sometieron a una tarifa mezquina y diminuta y sujetaron a la voz pasiva de los ayuntamientos, degradados por el despotismo de los gobernadores, la forma de la elección; lo que era un insulto a nuestra sencillez y buena fe, más bien que una consideración a nuestra incontestable importancia política.
Sordos siempre a los gritos de nuestra justicia, han procurado los gobiernos de España desacreditar todos nuestros esfuerzos declarando criminales y sellando con la infamia, el cadalso y la confiscación, todas las tentativas que, en diversas épocas, han hecho algunos americanos para la felicidad de su país, como lo fue la que últimamente nos dictó la propia seguridad, para no ser envueltos en el desorden que presentíamos, y conducidos a la horrorosa suerte que vamos ya a apartar de nosotros para siempre; con esta atroz política, han logrado hacer a nuestros hermanos insensibles a nuestras desgracias, armarlos contra nosotros, borrar de ellos las dulces impresiones de la amistad y de la consanguinidad, y convertir en enemigos una parte de nuestra gran familia.
Cuando nosotros, fieles a nuestras promesas, sacrificábamos nuestra seguridad y dignidad civil por no abandonar los derechos que generosamente conservamos a Fernando de Borbón, hemos visto que a las relaciones de la fuerza que le ligaban con el Emperador de los franceses ha añadido los vínculos de sangre y amistad, por lo que hasta los gobiernos de España han declarado ya su resolución de no reconocerle sino condicionalmente.
En esta dolorosa alternativa hemos permanecido tres años en una indecisión y ambigüedad política, tan funesta y peligrosa, que ella sola bastaría a autorizar la resolución que la fe de nuestras promesas y los vínculos de la fraternidad nos habían hecho diferir; hasta que la necesidad nos ha obligado a ir más allá de lo que nos propusimos, impelidos por la conducta hostil y desnaturalizada de los gobiernos de España, que nos ha relevado del juramento condicional con que hemos sido llamados a la augusta representación que ejercemos.
Mas nosotros, que nos gloriamos de fundar nuestro proceder en mejores principios, y que no queremos establecer nuestra felicidad sobre la desgracia de nuestros semejantes, miramos y declaramos como amigos nuestros, compañeros de nuestra suerte, y participes de nuestra felicidad, a los que, unidos con nosotros por los vínculos de la sangre, la lengua y la religión, han sufrido los mismos males en el anterior orden; siempre que, reconociendo nuestra absoluta independencia de él y de toda otra dominación extraña, nos ayuden a sostenerla con su vida, su fortuna y su opinión, declarándolos y reconociéndolos (como a todas las demás naciones) en guerra enemigos, y en paz amigos, hermanos y compatriotas.
En atención a todas estas sólidas, públicas e incontestables razones de política, que tanto persuaden la necesidad de recobrar la dignidad natural, que el orden de los sucesos nos ha restituido, en uso de los imprescriptibles derechos que tienen los pueblos para destruir todo pacto, convenio o asociación que no llena los fines para que fueron instituidos los gobiernos, creemos que no podemos ni debemos conservar los lazos que nos ligaban al gobierno de España, y que, como todos los pueblos del mundo, estamos libres y autorizados para no depender de otra autoridad que la nuestra, y tomar entre las potencies de la tierra, el puesto igual que el Ser Supremo y la naturaleza nos asignan y a que nos llama la sucesión de los acontecimientos humanos y nuestro propio bien y utilidad.
Sin embargo de que conocemos las dificultades que trae consigo y las obligaciones que nos impone el rango que vamos a ocupar en el orden político del mundo, y la influencia poderosa de las formas y habitudes a que hemos estado, a nuestro pesar, acostumbrados, también conocemos que la vergonzosa sumisión a ellas, cuando podemos sacudirlas, sería más ignominiosa para nosotros, y más funesta para nuestra posteridad, que nuestra larga y penosa servidumbre, y que es ya de nuestro indispensable deber proveer a nuestra conservación, seguridad y felicidad, variando esencialmente todas las formas de nuestra anterior constitución.
Por tanto, creyendo con todas estas razones satisfecho el respeto que debemos a las opiniones del género humano y a la dignidad de las demás naciones, en cuyo número vamos a entrar, y con cuya comunicación y amistad contamos, nosotros, los representantes de las Provincias Unidas de Venezuela, poniendo por testigo al Ser Supremo de la justicia de nuestro proceder y de la rectitud de nuestras intenciones, implorando sus divinos y celestiales auxilios, y ratificándole, en el momento en que nacemos a la dignidad, que su providencia nos restituye el deseo de vivir y morir libres, creyendo y defendiendo la santa, católica y apostólica religión de Jesucristo. Nosotros, pues, a nombre y con la voluntad y autoridad que tenemos del virtuoso pueblo de Venezuela, declaramos solemnemente al mundo que sus Provincias Unidas son, y deben ser desde hoy, de hecho y de derecho, Estados libres, soberanos e independientes y que están absueltos de toda sumisión y dependencia de la Corona de España o de los que se dicen o dijeren sus apoderados o representantes, y que como tal Estado libre e independiente tiene un pleno poder para darse la forma de gobierno que sea conforme a la voluntad general de sus pueblos, declarar la guerra, hacer la paz, formar alianzas, arreglar tratados de comercio, límite y navegación, hacer y ejecutar todos los demás actos que hacen y ejecutan las naciones libres e independientes.
Y para hacer válida, firme y subsistente esta nuestra solemne declaración, demos y empeñamos mutuamente unas provincias a otras, nuestras vidas, nuestras fortunas y el sagrado de nuestro honor nacional.
Dada en el Palacio Federal y de Caracas, firmada de nuestra mano, sellada con el gran sello provisional de la Confederación, refrendada por el Secretario del Congreso, a cinco días del mes de julio del año de mil ochocientos once, el primero de nuestra independencia.
Por la provincia de Caracas, Isidoro Antonio López Méndez, diputado de la ciudad de Caracas; Juan Germán Roscio, por el partido de la villa de Calabazo; Felipe Fermín Paul, por el partido de San Sebastián; Francisco Javier Ustáriz, por el partido de San Sebastián; Nicolás de Castro, diputado de Caracas; Juan Antonio Rodríguez Domínguez, Presidente, diputado de Nutrias, en Barinas; Luis Ignacio Mendoza, Vicepresidente, diputado de Obispos, en Barinas; Fernando de Peñalver, diputado de Valencia; Gabriel Pérez de Pagola, diputado de Ospino; Salvador Delgado, diputado de Nirgua; el Marqués del Toro, diputado de la ciudad de El Tocuyo; Juan Antonio Díaz Argote, diputado de la Villa de Cura; Gabriel de Ponte, diputado de Caracas; Juan José Maya, diputado de San Felipe; Luis José de Cazorla, diputado de Valencia; doctor José Vicente Unda, diputado de Guanare; Francisco Javier Yanes, diputado de Araure; Fernando Rodríguez del Toro, diputado de Caracas; Martín Tovar Ponte, diputado de San Sebastián; Juan Toro, diputado de Valencia; José Ángel de Álamo, diputado de Barquisimeto; Francisco Hernández, diputado de San Carlos; Lino de Clemente, diputado de Caracas.
Por la provincia de Cumaná, Francisco Javier de Mayz, diputado de la capital; José Gabriel de Alcalá, diputado de ídem; Juan Bermúdez, diputado del Sur; Mariano de la Cova, diputado del Norte.
Por la de Barcelona, Francisco Miranda, diputado del Pao; Francisco Policarpo Ortiz, diputado de San Diego.
Por la de Barinas, Juan Nepomuceno de Quintana, diputado de Achaguas; Ignacio Fernández, diputado de la capital de Barinas; Ignacio Ramón Briceño, representante de Pedraza; José de Sata y Bussy, diputado de San Fernando de Apure; José Luis Cabrera, diputado de Guanarito; Ramón Ignacio Méndez, diputado de Guasdualito; Manuel Palacio, diputado de Mijagual.
Por la de Margarita, Manuel Plácido Maneyro.
Por la de Mérida, Antonio Nicolás Briceño, diputado de Mérida; Manuel Vicente de Maya, diputado de La Grita.
Por la de Trujillo, Juan Pablo Pacheco.
Por la villa de Aragua, provincia de Barcelona, José María Ramírez.

Refrendado: Hay un sello. Francisco Isnardy, Secretario.

## Decreto relacionado con el Acta de Independencia
El Poder Supremo Ejecutivo, el 8 de julio de 1811 presidido por Cristóbal de Mendoza, ordenó la publicación, ejecución y autorización del Acta de Declaración de Independencia. Seguidamente, se transcribe ese Decreto:

Palacio Federal de Caracas, 8 de julio de 1811. 

Por la Confederación de Venezuela, el Poder Ejecutivo ordena que el Acta antecedente sea publicada, ejecutada y autorizada con el sello del Estado y Confederación.
Cristóbal de Mendoza, Presidente en turno; 
Juan de Escalona; 
Baltasar Padrón; 
Miguel José Sanz, Secretario de Estado; 
Carlos Machado, Canciller Mayor; 
José Tomas Santana, Secretario de Decretos.
En consecuencia, el Supremo Poder Ejecutivo ordena y manda que se pase oficio de ruego y encargo al muy reverendo Arzobispo de esta Diócesis, para que disponga que el día de la solemne publicación de nuestra Independencia, que debe ser el domingo 14, se dé, como voluntariamente ha ofrecido y corresponde, un repique de campanas en todas las iglesias de esta capital, que manifieste el júbilo y alegría del virtuoso pueblo caraqueño y su prelado apostólico. Y que en acción de gracias al Todopoderoso por sus beneficios, auxilios y suma bondad en restituirnos al estado en que su providencia y sabiduría infinita creo al hombre, se cante el 16 misa solemne con Te deum en la Santa Iglesia Metropolitana, asistiendo a la función todos los cuerpos y comunidades en la forma acostumbrada.
Que se haga salve general por las tropas al acto de dicha publicación y se enarbole la bandera y pabellón nacional en el cuartel de San Carlos, pasándose al efecto la orden al Gobernador militar por la Secretaria de Guerra; y desde hoy en adelante se use por todos los ciudadanos, sin distinción, la escarapela y divisa de la Confederación venezolana, compuesta de los colores azul celeste al centro, amarillo y encarnado a las circunferencias, guardando en ella uniformidad.
Que se ilumine por tres noches la ciudad, de un modo noble y sencillo, sin profusión ni gastos importunos, empezando desde el propio día domingo.
Que inmediatamente se reciba a la tropa el juramento de reconocimiento y fidelidad, prescrito por el Supremo Congreso, cuyo acto solemne se hará públicamente, y a presencia del referido gobernador militar y demás jefes de la guarnición.
Que en los días subsecuentes al de esta publicación, comparezcan ante S. A. el Supremo Poder Ejecutivo todos los cuerpos de esta ciudad, políticos, eclesiásticos y militares, a prestar el propio juramento, y que por lo embarazoso y dispendioso que se haría este acto, si hubiesen de prestarlo también todos los individuos ante S. A., se comisiona a los alcaldes de cuartel, para que con la escrupulosidad, circunspección y exactitud que corresponde en materia tan delicada, procedan a tomarle, y recibirle por la fórmula que se les comunicará, conforme a lo prescrito por el Supremo Congreso, concurriendo a sus casas, o donde señalaren los de cada cuartel, desde el miércoles 17 del corriente, a las nueve de la mañana hasta la una; y por la tarde, desde las cuatro hasta las siete de la noche; prevenidos de que este juramento será el acto característico de su naturalización y calidad de ciudadano, como también de la obligación en que quedará el Estado a proteger su honor, persona y bienes; sentando en un libro esta operación que deben firmar los juramentados, si supieren, o en su defecto otro a su ruego, cuyo libro deberán remitir dentro de veinte días, que se asignan de término para esto, a la Secretaria de Estado para archivarse.
Que se pase por las respectivas secretarias aviso a los comandantes militares y políticos de los puertos de La Guaira y Cabello, y a las demás justicias y regimientos de las ciudades, villas y lugares de esta provincia, con copia del acta, y decreto del Supremo Congreso, relativo a ella, para que dispongan su ejecución, publicación y cumplimiento, y se haga el juramento, según queda ordenado.
Que se comunique también a las provincias confederadas para su inteligencia y observancia, como lo ordena el Supremo Congreso. Y finalmente, que en el concepto de que por la declaratoria de Independencia han obtenido los habitantes de estas provincias y sus confederadas, la dignidad y honrosa vestidura de ciudadanos libres, que es lo más apreciable de la sociedad, el verdadero título del hombre racional, el terror de los ambiciosos y tiranos, y el respeto y consideración de las naciones cultas, deben por lo mismo sostener a toda costa esta dignidad, sacrificando sus pasiones a la razón y a la justicia, uniéndose afectuosa y recíprocamente; y procurando conservar entre sí la paz, fraternidad y confianza que hacen respetables, firmes y estables los estados, cuyos miembros proscriben las preocupaciones insensatas, odios y personalidades, que tanto detestan las sabias máximas naturales, políticas y religiosas; en el concepto de que el Supremo Gobierno sabe muy bien que no hay para los ciudadanos nada más sagrado que la patria, ni más digno de castigo que lo contrario a sus intereses; y que por lo mismo sabrá imponer con la mayor severidad las penas a que se hagan acreedores los que de cualquier modo perturben la sociedad y se hagan indignos de los derechos que han recuperado por esta absoluta independencia ya declarada, y sancionada legítimamente con tanta razón, justicia, conveniencia y necesidad.
El Supremo Poder Ejecutivo, finalmente, exhorta y requiere, ordena y manda a todos, y a cada uno de los habitantes, que uniéndose de corazón y resueltos de veras, firmes, fuertes y constantes, sostengan con sus facultades corporales y espirituales la gloria que con tan sublime empresa adquieren en el mundo, y conservarán en la historia con inmortal renombre.
Dado en el Palacio Federal de Caracas, firmado de los ministros que componen el Supremo Poder Ejecutivo, sellado con el provisional de la Confederación, y refrendado del infrascrito secretario, con ejercicio de decretos.
Cristóbal de Mendoza, Presidente en turno.
Juan de Escalona.
Baltazar Padrón.
José Tomás Santana, Secretario.